# Chapadão (geografia)
Chapadão é um acidente geográfico, existente na região central do Brasil. Os chapadões correspondem a zonas de rochas cristalinas com leves ondulações em forma de tubos que dividem as bacias hidrográficas dos rios Amazonas, Prata, Tocantins e São Francisco. Alguns exemplos são a Serra dos Parecis, a Chapada dos Guimarães e o Espigão Mestre.